# Кодекс Гігас
Кодекс Гігас (лат. Codex Gigas, від грец. Gigas, що означає «величезний») — один з найбільших рукописів, що дійшли до нашого часу, створений на початку XIII століття в бенедиктинському монастирі чеського міста Подлажице (чеськ. Podlažický klášter).

## Історія зберігання книги
Подлажицький бенедиктинський монастир був повністю зруйнований під час гуситських воєн XV століття. 1594 року імператор Священної Римської імперії Рудольф II, який також володів Богемією, зацікавився Codex Gigas з окультного погляду й перевіз фоліант у свій Празький замок. Під час Тридцятилітньої війни, в 1648 році рукопис як військовий трофей забрали звідти шведські війська. З тих пір і до нашого часу рукопис знаходиться в Шведській Королівській бібліотеці у Стокгольмі.
У жовтні 2007 року манускрипт вперше експонувався на його батьківщині — в Чехії (у Празі).

## Опис книги

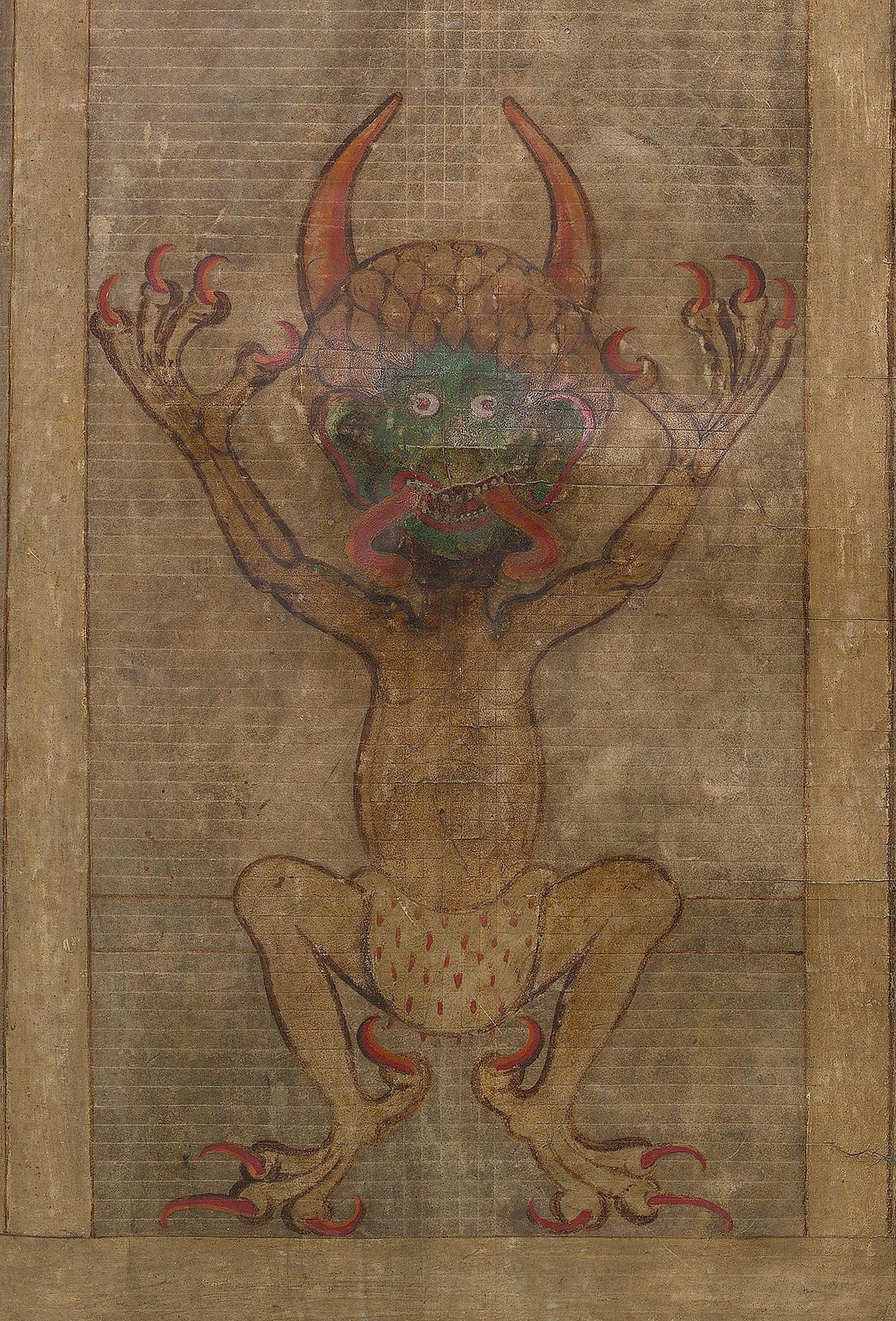
Сторінка 290 манускрипту Codex Gigas, яка містить зображення диявола

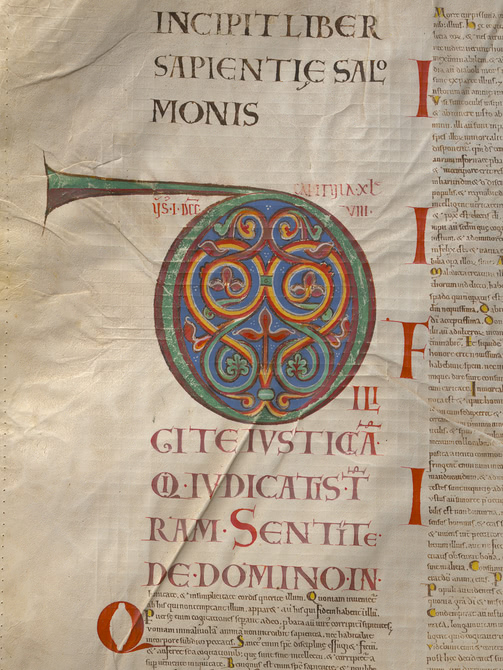
Кодекс багато ілюмінований

Манускрипт написаний латиною. Він містить суму знань ченців  Бенедиктинського ордена на початок XIII століття, тобто Старий та Новий Завіти, "Етимологію "Ісидора Севільського, " Історію юдейської війни "Йосипа Флавія, « Богемська хроніку» Козьми Празького, кілька трактатів різноманітної тематики, список ченців бенедиктинського монастиря, « Дзеркало грішника»(збірка, що містить повчальні розповіді-екземплуми для проповідників), Замовляння, календар з синодиком та деякі інші записи.
Спочатку рукопис мав 640 сторінок, з них 624 збереглися до нашого часу в доброму стані. При створенні манускрипту було використано 160 ослячих шкур. Розмір палітурки — 92 см у висоту, 50 см завширшки. Товщина книги — 22 см, а вага — 75 кг.

## Легенда
За легендою, Codex Gigas створений ченцем-переписувачем за сприяння диявола. Чернець нібито скоїв серйозний злочин і як покарання за свої гріхи обіцяв настоятелю всього за одну ніч написати і прикрасити ілюстраціями звід усіх людських знань, який прославить монастир на віки. Проте близько півночі він зрозумів, що не впорається з узятою на себе обітницею самотужки й продав душу дияволу в обмін на допомогу. Завдяки втручанню нечистої сили на 290-й сторінці книги красується один із найвідоміших портретів диявола, створений в часи Середньовіччя.

## Дослідження книги
2008 року ряд експертів отримали дозвіл на проведення низки досліджень з книгою. Протягом кількох днів вони провели експертизу почерку та ілюстрацій, взяли проби паперу й чорнила, провели ряд інших досліджень. Головним висновком експертів: фоліант написаний і проілюстрований однією людиною (ченцем), який вів відлюдькуватий спосіб життя і загалом витратив на написання понад 30 років. Експерти також уточнили, що книга не несе жодного сатанинського характеру, а зображення диявола міститься поряд із зображенням граду небесного, акцентуючи тим самим увагу на проблемі вибору людини своєї долі.